# Colls
Colls és un poble situat a la vora occidental del riu Noguera Ribagorçana i és un nucli agregat a la població del Pont de Montanyana, municipi ribagorçà . Quedà deshabitat al 1965. S'hi accedeix per una pista forestal al desviar-se al quilòmetre 95 de la carretera N-230 (el Selleret de Puy).
Colls va tenir fins a un maxim de 9 cases, al nucli, Puy, Castell, Ibars, Bernat, Pilara, Cllaret, Moli, Coscolla, a 20 minuts direcció Soliva hi ha 2 cases més: ca de Riba i ca d'Agusti anomenat l'Asplluga.
Les últimes cases del poble van ser: Ca de Molí, Ca de Cllaret i Ca de Coscolla, és l'ordre en que van anar marxant, la resta ja havien marxat prèviament.
Per primera vegada van tenir escola pròpia durant la Segona República fins a principis dels anys 60. La parròquia estava dedicada a Sant Pere. La festa major se celebrava el tercer diumenge de setembre.
Cultivaven cereal, oliva i vinya (tot de secà) i criaven ovelles, porcs, gallines, conills, coloms i arnes per fer mel, les arnes eren cilindriques fetes de teixit de canyes Totes les cases tenien un hort tocant casa que es regaven a galledas d'un dipòsit rodó que s'omplia d'aigua de pluja que corria pels carrers (a Colls es deia lo toll) també tenien un altre hort que es regava a tesa des d'una basa que s'omplia de la font (la basa també servia per rentar la roba). A mitja hora caminant, des del nucli de Colls, tocant al riu, molts tenien un altre hort que es regava d'una séquia que portava l'aigua del riu (aquesta séquia arriba fins a Pont de Montanyana).
L'economia era de subsistència, només es venia vi, corders, porquets petits (porsells) i alguns ous. Cada 25 o 30 anys es tallaven els roures i alsines per fer carbó, que es venia tot. A les cases es cremava llenya en un foc a terra, per cuinar i escalfar-se.
Colls no va tindre mai, aigua corrent, llum elèctrica, telèfon, ni carretera; tot es transportava i es treballava la terra amb animals, mules matxos i ases.
S'han fet trobades als anys 90 i hi han instal·lat una placa commemorativa.